# Кирчу
Кирчу (рум. Cârciu) — село у повіті Горж в Румунії. Входить до складу комуни Веджулешть.
Село розташоване на відстані 242 км на захід від Бухареста, 36 км на південний захід від Тиргу-Жіу, 75 км на північний захід від Крайови.

## Населення
За даними перепису населення 2002 року у селі проживали 379 осіб, усі — румуни. Усі жителі села рідною мовою назвали румунську.